# کلات (خواهان)
قلهٔ کلات یا کوه کلات (انگلیسی: Kuh-e Kallat) کوهی است که در ولسوالی خواهان ولایت بدخشان افغانستان و موقعیت شمال‌شرق خواهان واقع شده‌است. این قله ۴٬۰۹۰ متر بلند از سطح دریا ارتفاع دارد.